# Knihy dobrých autorů

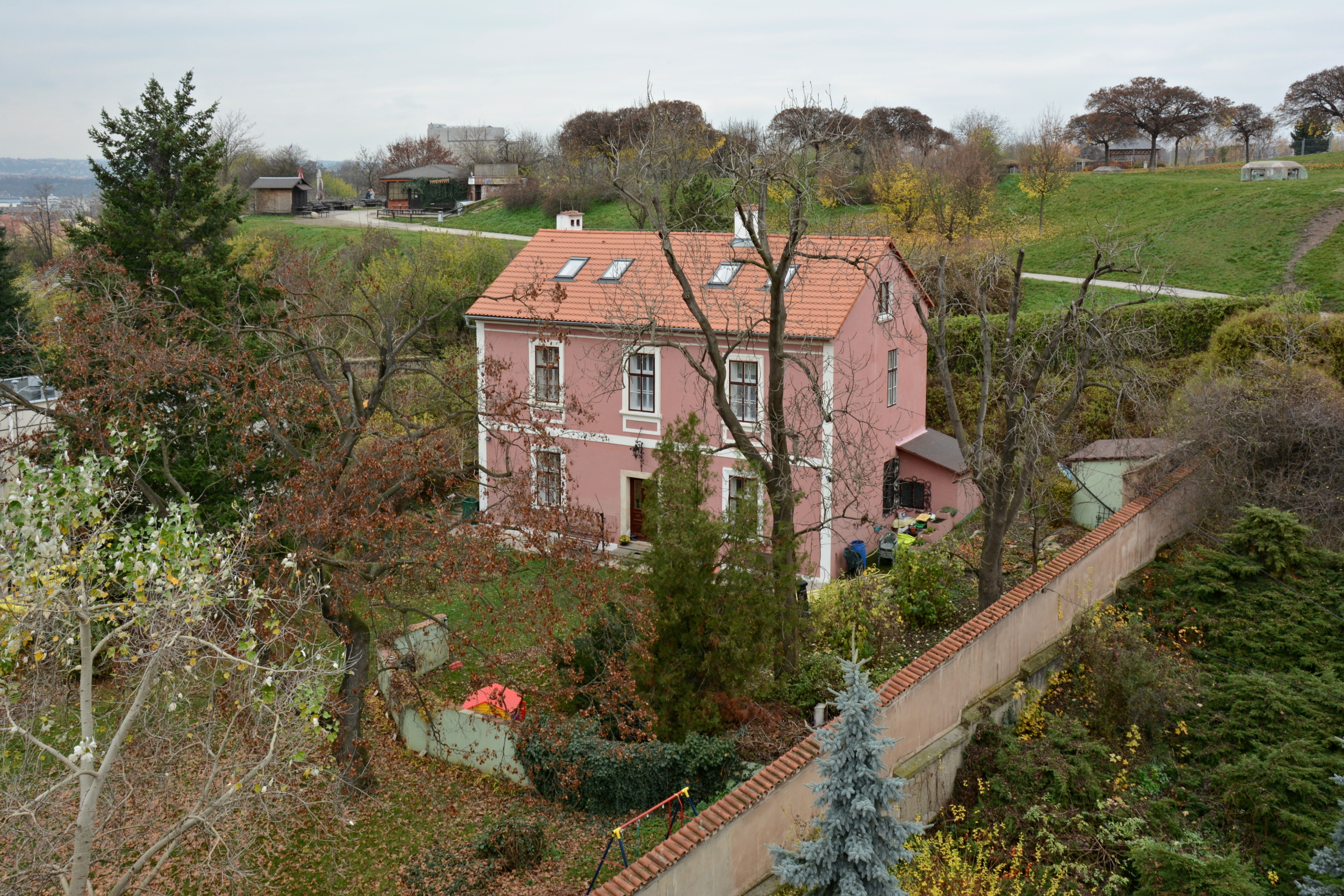
Vila v Chelčického ulici čp.45 v Praze na Žižkově, kde nakladatelství sídlilo

Knihy dobrých autorů (zkratka KDA) byla knižní edice, primárně zaměřená na soudobou překladovou literaturu, kterou v letech 1905–1931 vydávala Kamilla Neumannová. V letech 1905–1914 vycházela na subskripčním principu: měsíčně vycházel jeden svazek o šesti arších za 1 K pro předplatitele a za 1,50 K ve volném prodeji. Redaktorem Knih dobrých autorů se záhy stal Arnošt Procházka. Na vydávání se podílel editorsky i překladatelsky, stanovil náklad svazku 1000 výtisků a pevný den vycházení 25. každého měsíce, inicioval založení dalších knižnic, jednal s autory a s vydavatelkou úzce spolupracoval až do své smrti v roce 1925.

## Přehled vydaných titulů
| číslo                                   | autor                                       | název                                                                 | překlad                                                                     | grafická úprava                                         | poznámka |
| ročník I. (1905)                        | ročník I. (1905)                            | ročník I. (1905)                                                      | ročník I. (1905)                                                            | ročník I. (1905)                                        | ročník I. (1905) |
| --------------------------------------- | ------------------------------------------- | --------------------------------------------------------------------- | --------------------------------------------------------------------------- | ------------------------------------------------------- | --- |
| 1                                       | Paul Adam                                   | Listy z Malajska                                                      | Stanislav Kostka Neumann                                                    | anonym                                                  | 2. vydání 1920 |
| 2                                       | Frederik van Eeden                          | Malý Jeník                                                            | Arnošt Procházka                                                            | František Kobliha                                       | |
| 3                                       | Stanisław Przybyszewski                     | Malstrom, trilogie Homo sapiens, díl 3.                               | F. R. Dlouhý                                                                | Vratislav Hugo Brunner                                  | 2. vydání pod názvem V Malstromu 1919 |
| 4                                       | Émile Verhaeren                             | Svítání                                                               | Stanislav Kostka Neumann                                                    | Vratislav Hugo Brunner                                  | |
| 5                                       | Friedrich Nietzsche                         | Antikrist                                                             | Leopold Pudlač (= Arnošt Procházka)                                         | Vratislav Hugo Brunner                                  | |
| 6                                       | Leonid Nikolajevič Andrejev                 | Červený smích                                                         | V. Vostrý                                                                   | Vratislav Hugo Brunner                                  | |
| 7                                       | Vasyl Stefanyk                              | Povídky                                                               | Karel V. Rypáček                                                            |                                                         | |
| 8                                       | Maurice Barrès                              | Nepřítel zákonů                                                       | Ferdinand Studnička (= Arnošt Procházka)                                    |                                                         | |
| 9                                       | Jean de Tinan                               | Příklad Ninony de Lenclos, milovnice                                  | Ludvík Havelka (= Arnošt Procházka)                                         | Vratislav Hugo Brunner                                  | |
| 10                                      | Georges Palante                             | Boj o individuum                                                      | Jindřich Morávek (= Arnošt Procházka)                                       |                                                         | |
| 11                                      | Stanisław Przybyszewski                     | Přes palubu, trilogie Homo sapiens, díl 1.                            | Alfons Breska                                                               |                                                         | 2. vydání 1913, 3. vydání 1919 |
| 12                                      | Arthur Machen                               | Vnitřní světlo, Velký bůh Pan                                         | Jiří Živný                                                                  |                                                         | |
| ročník II. (1906)                       |                                             |                                                                       |                                                                             |                                                         | |
| 13                                      | Octave Mirbeau                              | Špatní pastýři                                                        | Karel Pudlač (= Arnošt Procházka)                                           | Steinlen                                                | |
| 14                                      | Wacław Sieroszewski                         | Čínské povídky                                                        | Jaroslav Ráček (= Jaroslav Radimský)                                        | anonym                                                  | |
| 15                                      | Knut Hamsun                                 | Bouřlivý život                                                        | Rudolf Těsnohlídek                                                          | Jaroslav Benda                                          | |
| 16–17                                   | Anatole France                              | Na bílé skále                                                         | Katuše Lobčová (= Arnošt Procházka)                                         | Vratislav Hugo Brunner                                  | |
| 17A                                     | Remy de Gourmont                            | Morálka lásky                                                         | Arnošt Procházka                                                            | Vratislav Hugo Brunner                                  | společná obálka s druhým svazkem knihy A. France: Na bílé skále                                                                               |
| 18                                      | Oscar Wilde                                 | De profundis                                                          | Antonín Starý                                                               | Jaroslav Benda                                          | 2. vydání 1908, 3. vydání 1915, 4. vydání 1920                                                                                                |
| 19                                      | Auguste Villiers de l'Isle Adam             | Kruté povídky                                                         | Marie Kalašová                                                              | anonym                                                  | |
| 20–21                                   | Remy de Gourmont                            | Fysika lásky                                                          | Kamil Fiala                                                                 | Jaroslav Benda                                          | |
| 22                                      | Stendhal                                    | Vanina Vanini                                                         | R. Bláha (= Arnošt Procházka)                                               | anonym                                                  | |
| 23–24                                   | Wacław Sieroszewski                         | Zámořský ďábel                                                        | Jaroslav Ráček (= Jaroslav Radimský)                                        | Jaroslav Benda                                          | |
| ročník III. (1907)                      |                                             |                                                                       |                                                                             |                                                         | |
| 25                                      | Gabriele d'Annunzio                         | Svatý Pantaleon a jiné novely                                         | Fr. L. Tichý                                                                | Jaroslav Benda                                          | |
| 26–27                                   | Walter Pater                                | Imaginární portraity                                                  | Jiří Živný                                                                  | Jaroslav Benda                                          | |
| 28                                      | Gabriel Finne                               | Mladí hříšníci                                                        | Hugo Kosterka                                                               | Jaroslav Benda                                          | |
| 29–30                                   | Rachilde (= Marguerite Vallette)            | Věž lásky                                                             | Alois Landa (= Arnošt Procházka)                                            | Jaroslav Benda                                          | 2. vydání 1920 |
| 31                                      | Antonio Beltramelli                         | Ověnčená a jiné povídky                                               | A. Muťovský (= Adolf Truksa)                                                | Jaroslav Benda                                          | |
| 32                                      | Zinaida Nikolajevna Gippius (Merežkovskaja) | Noví lidé                                                             | Jan Stenhart (= Ladislav Pfuster)                                           | Jaroslav Benda                                          | |
| 33                                      | Remy de Gourmont                            | Noc v Lucemburské zahradě                                             | Julius Skružný (= Arnošt Procházka)                                         | Jaroslav Benda                                          | |
| 34                                      | Honoré de Balzac                            | Dívka se zlatýma očima                                                | Kamil Fiala                                                                 | Jaroslav Benda                                          | též v edici Knihy pro bibliofily |
| 35                                      | Władysław Reymont                           | Povídky                                                               | Václav Prokop                                                               | Jaroslav Benda                                          | |
| 36                                      | Enrico Annibale Butti                       | Nemravný                                                              | Jan Stenhart (= Ladislav Pfuster)                                           | Jaroslav Benda                                          | |
| ročník IV. (1908)                       |                                             |                                                                       |                                                                             |                                                         | |
| 37                                      | Pierre Louys                                | Antické povídky                                                       | Emerich Hladký (= Arnošt Procházka)                                         | Jaroslav Benda                                          | |
| 38                                      | Henri de Régnier                            | Neobyčejní milenci                                                    | Emanuel Blahovec                                                            | Jaroslav Benda                                          | |
| 39–40                                   | Andrzej Niemojewski                         | Legendy                                                               | Jaroslav Kaberle                                                            | Jaroslav Benda                                          | |
| 41                                      | Oscar Wilde                                 | Zločin lorda Arthura Savila, Strašidlo Cantervillské                  | Norbert Fomeš (= Arnošt Procházka)                                          |                                                         | 2. vydání 1908 |
| 42                                      | Michail Petrovič Arcybašev                  | Jitřní stíny, Hrůza                                                   | Jan Stenhart (= Ladislav Pfuster)                                           |                                                         | |
| 43                                      | Stendhal                                    | Abytyše v Castru – Vittoria Accoramboniová                            | Rudolf Bláha (= Arnošt Procházka)                                           |                                                         | |
| 44                                      | Edgar Allan Poe                             | Bezpříkladné dobrodružství Hanse Pfalla                               | Jiří Živný                                                                  |                                                         | |
| 45                                      | Camille Lemonnier                           | Mrtvý, Host Quadvlietův, Prst boží, Starý zvoník                      | Josef Richard Marek                                                         | Josef Richard Marek                                     | |
| 46                                      | Judith Gautier                              | Princezny lásky                                                       | Helena Vracelová (= Arnošt Procházka)                                       | Josef Richard Marek                                     | 2. vydání 1920 |
| 47                                      | Amalie Skram                                | Povídky o manželství                                                  | Hugo Kosterka                                                               |                                                         | |
| 48                                      | René Boylesve                               | Moje láska                                                            | Josef Richard Marek                                                         | Josef Richard Marek, Jan Štursa                         | |
| ročník V. (1909)                        |                                             |                                                                       |                                                                             |                                                         | |
| 49                                      | Thomas de Quincey                           | Zpověď poživače opia                                                  | Kamil Fiala                                                                 | Josef Richard Marek                                     | |
| 50                                      | Oscar Wilde                                 | Básně v prose a jiné práce                                            | Jiří Živný, Norbert Fomeš (= Arnošt Procházka)                              | Josef Richard Marek                                     | |
| 51                                      | Stanisław Przybyszewski                     | Synové země                                                           | Jaroslav Ráček (= Jaroslav Radimský)                                        |                                                         | |
| 52                                      | Paul Gauguin                                | Noa Noa                                                               | Jan Rejsa                                                                   | Josef Richard Marek, Jan Štursa                         | úvodní slovo Miloš Marten, 2. vydání 1919 |
| 53                                      | Oscar Wilde                                 | Essaie                                                                | Norbert Fomeš (= Arnošt Procházka)                                          |                                                         | |
| 54                                      | Honoré de Balzac                            | Honorina                                                              | Jiří Živný                                                                  |                                                         | |
| 55                                      | Stijn Streuvels                             | Jaro                                                                  | Robert Hořan (= Arnošt Procházka)                                           | Josef Richard Marek                                     | |
| 56                                      | Edgar Allan Poe                             | Démon perversity                                                      | Jiří Živný                                                                  | Josef Richard Marek                                     | |
| 57                                      | Théophile Gautier                           | Zamilovaná mrtvá, Král Kandaules, Dvojitý rytíř                       | Josef Klička                                                                |                                                         | |
| 58                                      | Fedor Sologub                               | Osten smrti a jiné povídky                                            | Cyril Morávek                                                               |                                                         | |
| 59–60                                   | Anatole France                              | Traktér u královny Pedauky                                            | Lambert Lakosil (= Arnošt Procházka)                                        | Josef Richard Marek                                     | 2. vydání 1920 |
| ročník VI. (1910)                       |                                             |                                                                       |                                                                             |                                                         | |
| 61                                      | Jules Barbey d'Aurevilly                    | Nejkrásnější láska dona Juana, Štěstí v zločinu, Ženina pomsta…       | Josef Richard Marek                                                         | Josef Richard Marek                                     | |
| 62                                      | Paul Claudel                                | Polední úděl                                                          | Miloš Marten                                                                | Zdenka Braunerová                                       | |
| 63                                      | Arthur Symons                               | Dětství Lucie Newcomové                                               | Máša Dvořáková                                                              |                                                         | |
| 64                                      | Ramón María del Valle-Inclán                | Jarní sonata                                                          | Jan Stenhart (= Ladislav Pfuster)                                           |                                                         | |
| 65                                      | Honoré de Balzac                            | Dcera Evina                                                           | Jaroslava Vobrubová                                                         |                                                         | |
| 66                                      | André Gide                                  | Těsná brána                                                           | Arnošt Procházka                                                            |                                                         | |
| 67                                      | Maurice Barrès                              | Koletta Baudocheová                                                   | Emanuel Blahovec                                                            |                                                         | 2. díl trilogie Valy na východě |
| 68                                      | Stanisław Przybyszewski                     | Androgyne                                                             | Karel Boleslav Jirák                                                        |                                                         | |
| 69A                                     | Thomas de Quincey                           | Suspiria de profundis                                                 | Kamil Fiala                                                                 |                                                         | |
| 69B                                     | Maurice Maeterlinck                         | Sedm princezen, Vetřelkyně                                            | Arnošt Procházka                                                            |                                                         | |
| 70                                      | Friedrich Nietzsche                         | Ecce homo                                                             | Arnošt Procházka                                                            |                                                         | |
| 71–72                                   | Honoré de Balzac                            | Serafita                                                              | Anna Růžičková                                                              |                                                         | |
| ročník VII. (1911)                      |                                             |                                                                       |                                                                             |                                                         | |
| 73                                      | Marcel Schwob                               | Smyšlené životy                                                       | Marie Kalašová a Josef Richard Marek                                        | Josef Richard Marek, František Kobliha                  | |
| 74                                      | Oscar Wilde                                 | Vévodkyně padovská                                                    | Arnošt Procházka                                                            |                                                         | |
| 75                                      | Walter Pater                                | Renaissanční duchové                                                  | Máša Dvořáková                                                              | Josef Richard Marek                                     | |
| 76                                      | Gérard de Nerval                            | Aurelie čili Sen a život                                              | František Linhart                                                           | František Kobliha                                       | |
| 77                                      | Charles Baudelaire                          | Romantické umění                                                      | Miloš Marten                                                                | Zdenka Braunerová                                       | |
| 78                                      | Vladimír Galaktionovič Korolenko            | Slepý hudebník                                                        | Josef V. Kořán                                                              | František Kobliha                                       | |
| 79A                                     | Robert Browning                             | Na balkoně                                                            | Arnošt Procházka                                                            |                                                         | |
| 79B                                     | John Keats                                  | Hyperion                                                              | Arnošt Procházka                                                            |                                                         | |
| 80–82                                   | Walter Pater                                | Dojmy a myšlenky Maria Epikurejce                                     | Anna Fišerová                                                               | Miloš Klicman                                           | doslov: Miloš Marten |
| 83                                      | Jacques Cazotte                             | Zamilovaný ďábel                                                      | Karel Adam                                                                  |                                                         | |
| 84                                      | Gustave Flaubert                            | Paměti bláznovy                                                       | Arnošt Procházka                                                            | Miloš Klicman                                           | |
| ročník VIII. (1912)                     |                                             |                                                                       |                                                                             |                                                         | |
| 85–86                                   | Joséphin Péladan                            | Srdce v očistci                                                       | Arnošt Procházka                                                            | František Kobliha                                       | |
| 87                                      | Joseph Conrad                               | Laguna a jiné povídky                                                 | Ivan Schulz                                                                 |                                                         | |
| 88                                      | Aleksej Konstantinovič Tolstoj              | Upír                                                                  | Josef France                                                                | Josef Váchal                                            | |
| 89–90                                   | Auguste Villiers de l'Isle Adam             | Tribulat Bonhomet                                                     | Josef Rejlek                                                                | František Kobliha                                       | |
| 91                                      | Paul Verlaine                               | Vdovcovy zápisky                                                      | František Linhart                                                           | Miloš Klicman                                           | |
| 92–94                                   | Julie Jeanne Eléonore de Lespinasse         | Dopisy slečny de Lespinasse panu de Guibert                           | Helena Vávrová                                                              | Miloš Klicman                                           | |
| 95                                      | André Gide                                  | Narkissos, Filoktétes a Prometheus                                    | Arnošt Procházka                                                            |                                                         | |
| 96                                      | Juhani Aho                                  | Osamělý                                                               | Ivan Schulz                                                                 | Miloš Klicman                                           | |
| ročník IX. (1913)                       |                                             |                                                                       |                                                                             |                                                         | |
| 97                                      | Anatole France                              | Hubená kočka                                                          | Emanuel Blahovec                                                            | František Kobliha                                       | |
| 98–99                                   | André Gide                                  | Immoralista                                                           | Jindřich Fleischner                                                         | Miloš Klicman                                           | |
| 100                                     | Georges Rodenbach                           | Ve vyhnanství                                                         | Kamilla Neumannová                                                          | Miloš Klicman                                           | |
| 101                                     | Friedrich Nietzsche                         | Soumrak model čili Kterak se filosofuje kladivem                      | Arnošt Procházka                                                            |                                                         | |
| 102                                     | Stanisław Przybyszewski                     | Cestou, trilogie Homo sapiens, díl 2.                                 | Karel Kamínek                                                               | Anonym                                                  | 3. vydání 1919, grafická úprava František Kobliha                                                                                             |
| 103                                     | Remy de Gourmont                            | Lilita                                                                | Zdenka Milanová                                                             | František Kobliha                                       | |
| 104–105                                 | Joris Karl Huysmans                         | Na Ruby                                                               | Arnošt Procházka                                                            | František Kobliha                                       | |
| 106–107                                 | Jack London                                 | Bílý tesák                                                            | H. Jost                                                                     | Miloš Klicman                                           | 2. a 3. vydání 1921 |
| 108                                     | Maurice Maeterlinck                         | Joyzella                                                              | Iza Liemertová                                                              | Miloš Klicman                                           | |
| ročník X. (1914)                        |                                             |                                                                       |                                                                             |                                                         | |
| 109–110                                 | Anatole France                              | Bohové žíznějí                                                        | Jindřich Fleischner                                                         | Miloš Klicman                                           | |
| 111                                     | André Gide                                  | Král Kandaules                                                        | Arnošt Procházka                                                            | Miloš Klicman                                           | |
| 112–113B                                | Sergej Nikolajevič Sergejev-Censkij         | Smutek Polí                                                           | Ladislav Ryšavý                                                             | František Kobliha                                       | |
| 113A                                    | Molière                                     | Jiří Dandin čili Ošálený manžel                                       | Arnošt Procházka                                                            |                                                         | |
| 114                                     | Pierre Louÿs                                | Nepravá Estera                                                        | Josef Otto Novotný                                                          | Miloš Klicman                                           | |
| 115–116                                 | Eugène Fromentin                            | Dominik                                                               | Josef Richard Marek                                                         | Josef Richard Marek                                     | |
| 117                                     | André Suarès                                | Kressida, Helena                                                      | Arnošt Procházka, Josef Richard Marek                                       |                                                         | |
| 118–119                                 | Karel Hlaváček                              | Spisy Karla Hlaváčka                                                  |                                                                             |                                                         | 2. vydání, 1. vydání v edici Čeští autoři, sv. 1                                                                                              |
| 120                                     | Remy de Gourmont                            | Listy Satyrovy                                                        | Arnošt Procházka                                                            | František Kobliha                                       | |
| ročník XI. (1915)                       |                                             |                                                                       |                                                                             |                                                         | |
| 121                                     | Chosru Dehlevi, Hátifí, Nizámí              | Příběh Behráma Gura a Růžového líčka                                  | Marie Majerová                                                              | ilustrace: Josef Rejsek, grafická úprava: Miloš Klicman | |
| 122                                     | Knut Hamsun                                 | Viktorie                                                              | Hugo Kosterka                                                               | Miloš Klicman                                           | 2. vydání 1919 |
| 123                                     | Alexandre Mercereau                         | Slova k životu                                                        | Josef Marek                                                                 | Josef Marek                                             | |
| 124–125                                 | Maurice Maeterlinck                         | Poklad pokorných                                                      | Marie Kalašová                                                              | Miloš Klicman                                           | |
| 126                                     | Vernon Lee                                  | Povídky, Ariadna v Mantově, Jezera Mantovská                          | Inka Zvachová, Robert Hořan (= Arnošt Procházka), Anna Červinková–Eiseltová | Vratislav Hugo Brunner                                  | povídky: Moudrost bez obličeje, Pomerančovník svatého Eudaimona, Svatební skříně; drama: Ariadna v Mantově; cestopisná črta: Jezera Mantovská |
| 127–128                                 | různí autoři                                | Cizí básníci                                                          | Arnošt Procházka                                                            | Miloš Klicman                                           | |
| 129                                     | Edgar Allan Poe                             | Stín                                                                  | Jiří Živný                                                                  | Miloš Klicman                                           | |
| 130–131                                 | Aleksej Michajlovič Remizov                 | Křížové sestry                                                        | Ladislav Ryšavý                                                             | František Horký                                         | |
| 132                                     | Eugénio de Castro                           | Belkiss, královna sábská, axumská a hymiarská                         | Arnošt Procházka                                                            | Miloš Klicman                                           | Nové (2.) prohlédnuté vydání |
| ročník XII. (1916)                      |                                             |                                                                       |                                                                             |                                                         | |
| 133                                     | Hubert Gordon Schauer                       | Spisy                                                                 | Arnošt Procházka                                                            | Miloš Klicman                                           | |
| 134–135                                 | Remy de Gourmont                            | Koně Diomedovi                                                        | Máša Ryšavá                                                                 | Miloš Klicman                                           | |
| 136                                     | Hubert Gordon Schauer                       | Spisy                                                                 | Arnošt Procházka                                                            | Miloš Klicman                                           | |
| 137                                     | Růžena Jesenská                             | Hudba plachet                                                         |                                                                             | Miloš Klicman                                           | |
| 138–141                                 | Hubert Gordon Schauer                       | Spisy                                                                 | Arnošt Procházka                                                            | Miloš Klicman                                           | |
| 142                                     | Josef Čapek                                 | Lelio                                                                 |                                                                             | Miloš Klicman                                           | |
| 143                                     | Alexander Pope                              | Uloupená kadeř                                                        | Jarmil Krecar                                                               | Aubrey Beardsley                                        | |
| 144                                     | Paul Claudel                                | Výměna                                                                | Arnošt Procházka                                                            | Miloš Klicman                                           | |
| ročník XIII. (1917)                     |                                             |                                                                       |                                                                             |                                                         | |
| 145–146                                 | Jack London                                 | Syn slunce                                                            | Ivan Schulz                                                                 | František Horký                                         | 2. vydání 1920 |
| 147                                     | Edgar Allan Poe                             | Odcizený dopis, Zlatý chrobák, Von Kempelen a jeho objev, Mystifikace | Jiří Živný                                                                  | Miloš Klicman                                           | |
| 148                                     | Arthur Rimbaud                              | Pouště lásky – Záblesky – Pobyt v pekle                               | Josef Marek                                                                 | Josef Marek                                             | |
| 149–150                                 | Sergej Nikolajevič Sergejev-Censkij         | Vzněty                                                                | Ladislav Ryšavý                                                             | František Horký                                         | |
| 151–152                                 | Stanisław Przybyszewski                     | Soud                                                                  | B. Beneš-Buchlovan                                                          | Vratislav Hugo Brunner                                  | |
| 153                                     | Rudolf Krupička                             | Velký stil                                                            |                                                                             | František Kobliha                                       | |
| 154                                     | Luigi Capuana                               | Muka a jiné povídky                                                   | A. Muťovský (= Adolf Truksa)                                                | Pravoslav Kotík                                         | |
| 155                                     | Francis Beaumont, John Fletcher             | Philaster čili Láska krvácí                                           | Norbert Fomeš (= Arnošt Procházka)                                          |                                                         | |
| 156                                     | Robert Browning                             | Tragoedie duše                                                        | T.A. (= Arnošt Procházka)                                                   |                                                         | |
| ročník XIV. (1918)                      |                                             |                                                                       |                                                                             |                                                         | |
| 157                                     | Sigbjørn Obstfelder                         | Kříž                                                                  | Hugo Kosterka                                                               | Vratislav Hugo Brunner                                  | obsahuje: román Kříž, povídky: Liv, Neznámá, Pes, Vosa, Manželka, Sněženky, Noc, Opuštěný, Růženka                                            |
| 158                                     | Jan Kasprowicz                              | O bohatýrském koni a hroutícím se domu                                | Josef Matouš                                                                | Josef Marek                                             | |
| 159                                     | André Suarès                                | Chrám lásky                                                           | Arnošt Procházka                                                            | František Horký                                         | |
| 160                                     | Jean Lorrain                                | Piják duší                                                            | Albert Savaron                                                              |                                                         | |
| 161–163                                 | Bernard Shaw                                | Člověk a nadčlověk                                                    | Ivan Schulz                                                                 | František Kobliha                                       | |
| 164                                     | André Gide                                  | Isabella                                                              | Arnošt Procházka                                                            |                                                         | |
| 165–166                                 | Frederik van Eeden                          | Johannes Viator                                                       | Miloš Seifert                                                               | František Kobliha                                       | |
| 167–168                                 | různí autoři                                | Cizí básníci, řada druhá                                              | Arnošt Procházka                                                            |                                                         | |
| ročník XV. (1919–1922)                  |                                             |                                                                       |                                                                             |                                                         | |
| 169                                     | Remy de Gourmont                            | Morálka lásky, eseje                                                  | Arnošt Procházka                                                            |                                                         | |
| 170–171                                 | Edgar Allan Poe                             | Morella                                                               | Jiří Živný                                                                  | František Horký                                         | |
| 172                                     | Paul Claudel                                | Proteus                                                               | Arnošt Procházka                                                            |                                                         | |
| 173–176                                 | Wacław Berent                               | Práchnivina                                                           | Jaroslav Rypáček (= Jaroslav Radimský)                                      | Miroslav Kett                                           | |
| 177–178                                 | Remy de Gourmont                            | Listy Amazonce                                                        | Arnošt Procházka                                                            |                                                         | |
| 179–180                                 | Gilbert Keith Chesterton                    | Nottinghillský Napoleon                                               | Maša Mezníková                                                              | František Kobliha                                       | |
| rok 1921, zrušení subskripčního systému |                                             |                                                                       |                                                                             |                                                         | |
| 181                                     | Henri Serre                                 | Ghetto v mešitě                                                       | Arnošt Procházka                                                            |                                                         | dostupné on-line |
| 182                                     | Viktor Dyk                                  | Zmoudření dona Quijota                                                |                                                                             | Hana Dostalová                                          | 2. vydání |
| 1923–1924                               |                                             |                                                                       |                                                                             |                                                         | |
| vydávání přerušeno                      |                                             |                                                                       |                                                                             |                                                         | |
| rok 1925                                |                                             |                                                                       |                                                                             |                                                         | |
| 183                                     | Rudolf Medek                                | Voják a bůh Dionysos                                                  |                                                                             | František Kobliha                                       | |
| rok 1926                                |                                             |                                                                       |                                                                             |                                                         | |
| 184                                     | Philippe Soupault                           | K líci zbraň                                                          | Josef Hejduk                                                                | Vratislav Hugo Brunner                                  | |
| 185                                     | François Mauriac                            | Proud ohně                                                            | Josef Dostál                                                                | František Kobliha                                       | |
| rok 1929                                |                                             |                                                                       |                                                                             |                                                         | |
| 186                                     | Michail Afanasjevič Bulgakov                | Osudná vejce                                                          | Lala Značkovská-Neumannová                                                  | Vladimír Golovin                                        | |
| 187                                     | René Crevel                                 | Těžká smrt                                                            | Václav Holzknecht                                                           | Alexandr Golovin                                        | |
| rok 1930                                |                                             |                                                                       |                                                                             |                                                         | |
| 188                                     | André Maurois                               | Mlčení plukovníka Brambla                                             | Otto Rádl                                                                   | Karel Dyrynk                                            | |
| 189                                     | Walter Seidl                                | Anastase a netvor Richard Wagner                                      | Alfons Breska                                                               | Karel Dyrynk                                            | |
| rok 1931                                |                                             |                                                                       |                                                                             |                                                         | |
| 190                                     | různí autoři, Otto Pick (editor)            | Symfonie války                                                        |                                                                             | Alfréd Kubín                                            | různí autoři |

## Další edice
- Čeští autoři (1905–1919, 25 svazků);
- Knihy pro bibliofily (1911–1928, 6 svazků);
- Umělecké monografie (1911–1912, 3 svazky);

## Galerie

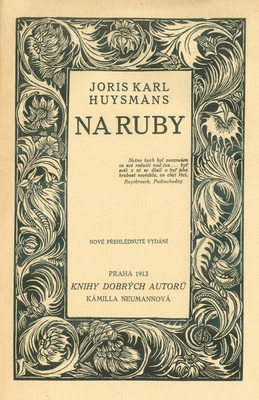
Titulní list knihy Jorise Karla Huysmanse Naruby, ročník 1913, svazek 104–105